# 邦比代尔斯特罗夫
邦比代尔斯特罗夫（法語：Bambiderstroff，法語發音：[bɑ̃bidɛʁstʁɔf]；洛林法兰克语：Bambidaschtroff）是法国摩泽尔省的一个市镇，属于福尔巴克-布莱摩泽尔区。

## 地理
邦比代尔斯特罗夫（49°6'10"N, 6°35'36"E）面积11.05 平方千米，位于法国大東部大區摩泽尔省，该省份为法国东北部内陆省份，是洛林的一部分，西南接默尔特-摩泽尔省，东临下莱茵省，北与卢森堡和德国接壤。
与邦比代尔斯特罗夫接壤的市镇（或旧市镇、城区）包括：克雷昂日、弗莱特朗日、洛德勒方、隆日维尔-莱圣阿沃尔德、特里特兰-雷德拉克、上维尼厄勒、齐曼。
邦比代尔斯特罗夫的时区为UTC+01:00、UTC+02:00（夏令时）。

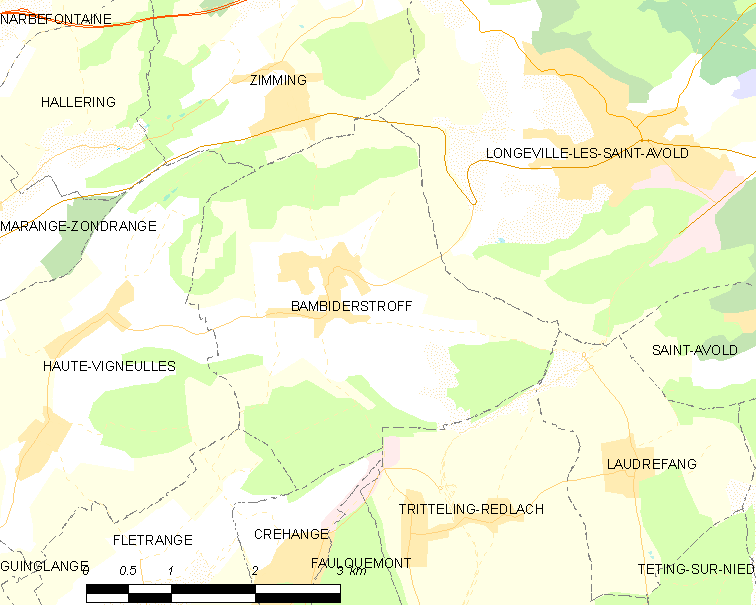
邦比代尔斯特罗夫的OSM定位图

## 行政
邦比代尔斯特罗夫的邮政编码为57690，INSEE市镇编码为57047。

## 政治
邦比代尔斯特罗夫所属的省级选区为福尔克蒙县。

## 人口

1962-2008年间邦比代尔斯特罗夫人口变化图示

邦比代尔斯特罗夫于2022年1月1日时的人口数量为1024人。